# Doddathammanahalli, Chik Ballapur
Doddathammanahalli là một làng thuộc tehsil Chik Ballapur, huyện Kolar, bang Karnataka, Ấn Độ.